# Michel Wolfender

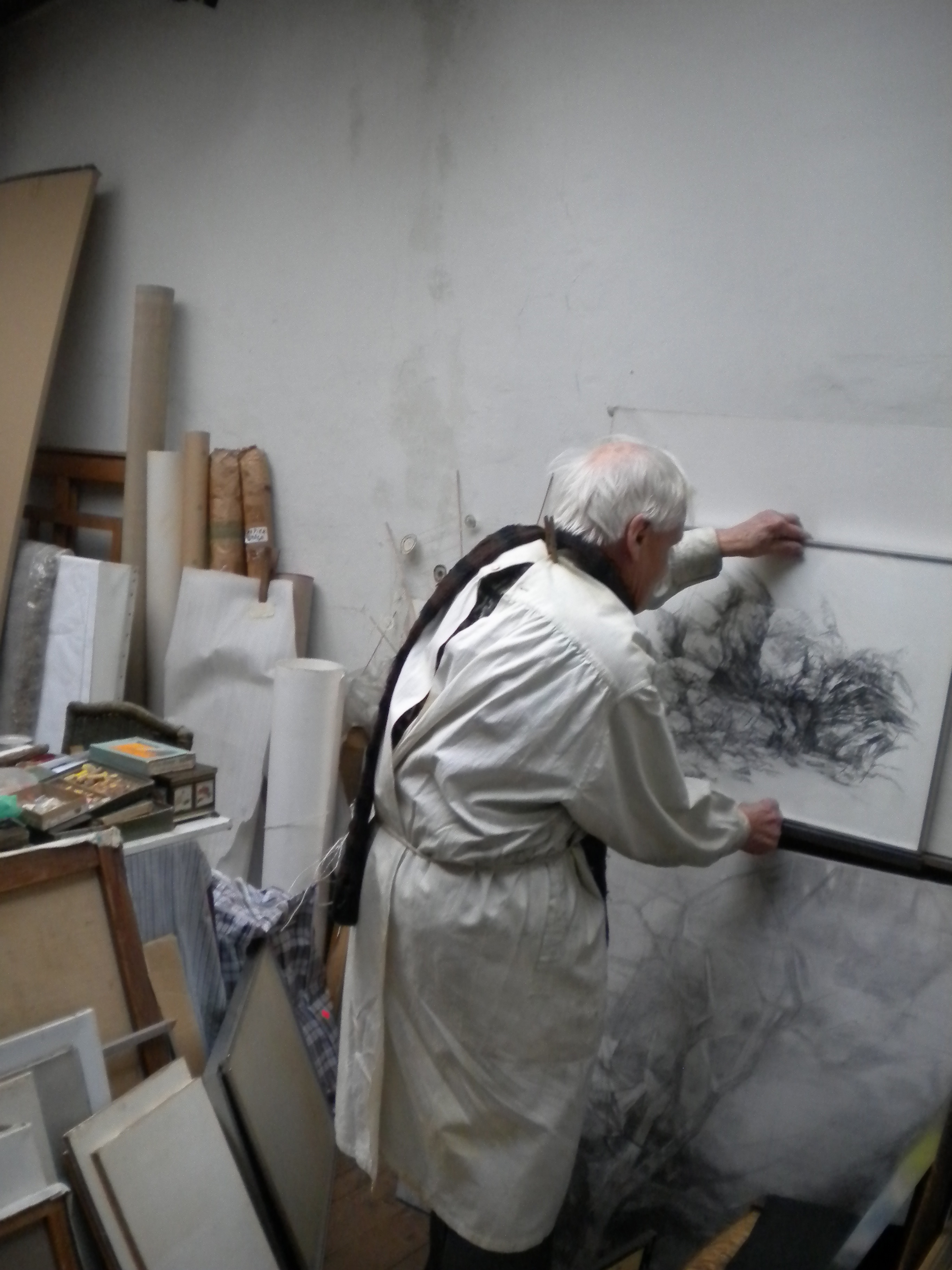
Der Künstler Michel Wolfender in seinem Atelier in Paris, 2012

Michel Wolfender (geboren in Saint-Imier (JU) am 3. August 1926; gestorben in den Cevennen am 16. Dezember 2020; Bürger von Kreuzlingen) war ein Schweizer Maler und Graveur.

## Biographie
Michel Wolfender war Sohn von Emile Wolfender und Marguerite Wolfender, geborene Moeri. Er besuchte das Gymnasium in La Chaux-de-Fonds und studierte an der École des Beaux-Arts in Genf.
Danach realisierte er mit Adrien Holy 1955 das Wandfresko in der Kirche von Grandfontaine (Jura). Im Jahr 1956 übersiedelte er nach Paris, wo er sich an der Académie de la Grande-Chaumière und an der Académie André Lhote weiterbildete.
Anschliessend studierte und unterrichtete er am Atélier de gravure Calevert-Brun.
Im Rahmen des Cleveland Institute of Art (USA) eröffnete er 1976 ein Atelier für Kupferstich in Lacoste (F).
Michel Wolfender war verheiratet mit Ulla Josephsson, einer schwedischen Fotografin und Textilkünstlerin.
Er war von deren Gründung 1954 an Mitglied der Société des peintres et sculpteurs jurassiens («Gesellschaft jurassischer Maler und Bildhauer»). Er starb in den Cevennen am 16. Dezember 2020.

## Werk und Ausstellungen
Wolfenders Werk umfasst Ölmalerei, Aquarell, Kreide- sowie Tuschzeichnung, Kupferstich, Collage, Textilkunst, Lithographie, Holzschnitt und Mosaik. In den Jahren 1968, 1974 und 1981 nahm er an den Ausstellungen der Maler und Graveure der Schweiz in Paris teil. Es fanden im Weiteren mehrere Einzel- und Gruppenausstellungen in der Schweiz und im Ausland statt.
Im Jahr 2016 wurde eine Retrospektive im Kunstmuseum Moutier (JU) und im Museum von St. Imier gezeigt.

## Preise
- 1974: Prix de peinture de la SPSAS
- 1974: Prix de peinture de l'Ambassadeur P.Dupont à Paris
- 1984: Prix de la gravure de la Ville de Bayeux

## Film
- Michel Wolfender, Maler und Graveur. Ein Gesicht, eine Stimme, ein Leben. Eine Unterhaltung des Künstlers mit Maurice Born. Association Films Plans-Fixes, 1167e Interview, 1999.[6]